# Bruce Smith
Bruce Bernard Smith (Norfolk, 18 giugno 1963) è un ex giocatore di football americano statunitense che ha militato nel ruolo di defensive end per i Buffalo Bills e i Washington Redskins della National Football League (NFL). Fu la prima scelta assoluta del Draft NFL 1985 dai Bills. Durante i suoi anni a Buffalo disputò 4 Super Bowl consecutivi. Detentore del record di sack in carriera della NFL con 200, Smith fu inserito nella Pro Football Hall of Fame nel 2009, il suo primo anno di eleggibilità.

## Carriera universitaria
Al termine della scuole superiori, Smith accettò una borsa di studio a Virginia Tech. Conosciuto come "The Sack Man" con gli Hokie, concluse la sua carriera nel college football nel 1984 come il giocatore più decorato della storia dell'istituto. Anticipando il suo successo nel mettere a segno i sack sui quarterback avversari nella NFL, ebbe un totale di 71 placcaggi prima della linea di scrimmage, per una perdita di 504 yard. Nella sua carriera universitaria ebbe 46 sack, guidando la NCAA con 22 nel 1983, quando venne inserito nel First-team All-America da AFCA (Allenatori) e dalla Newspaper Enterprise Association. Nel 1984 vinse l'Outland Trophy, come miglior uomo di linea della nazione e venne di nuovo premiato come All-American. Le sue prestazioni a Virginia Tech gli hanno fatto guadagnare un posto nella Virginia Tech Sports Hall of Fame.

## Carriera professionistica

### Buffalo Bills
Smith fu selezionato dai Buffalo Bills con la prima chiamata assoluta del Draft NFL 1985. Fu scelto anche come primo assoluto dai Baltimore Stars della United States Football League nel draft dell'altra lega, optando per firmare per i Bills. Nella sua prima stagione mise a segno solamente 6,5 sack, partendo come titolare in 13 partite. Dopo una prima stagione in cui la scarsa propensione agli allenamenti limitò la sua efficacia in campo, l'ispirazione dal compagno di squadra Darryl Talley e l'aver trovato l'amore con una psicologa universitaria che finì per sposare, migliorarono le sue prestazioni. Divenne presto noto come uno specialista dei sack, mettendone a segno 15 nel 1986. L'anno successivo fu convocato per il primo Pro Bowl e inserito nella formazione ideale della stagione All-Pro dopo avere fatto registrare 12 sack in 12 partite nella stagione accorciata per sciopero. Il 13 dicembre nella gara contro gli Indianapolis Colts segnò un touchdown su un recupero di fumble nella end zone. Fu la prima e unica marcatura in carriera. Nel 1988 ebbe 11 sack in 12 partite, qualificandosi per i suoi primi playoff, dove totalizzò 3 sack in 2 partite, anche se i Bills persero la finale di conference contro i Cincinnati Bengals.
Nel 1989, Smith, mettendo a segno il suo 52º sack, divenne già il primatista di tutti i tempi dei Buffalo Bills, un record che avrebbe portato sino a 171. Nel 1990 fece registrare un primato personale di 19 sack, a tre lunghezza dall'allora record NFL stagionale. Le sue prestazioni difensive portarono i Bills al Super Bowl XXV, perso contro i New York Giants. Malgrado la sconfitta, Smith giocò una partita notevole, mettendo a segno un sack su Jeff Hostetler nella end zone nel secondo quarto e divenendo solamente il quinto giocatore a causare una safety nel Super Bowl. In seguito, Smith forzò New York a perdere yard mettendo a segno un placcaggio sul running back Ottis Anderson su un tentativo di conversione di un quarto down. Solo un fallito tentativo di field goal all'ultimo secondo impedì alla squadra di vincere il suo primo titolo NFL.

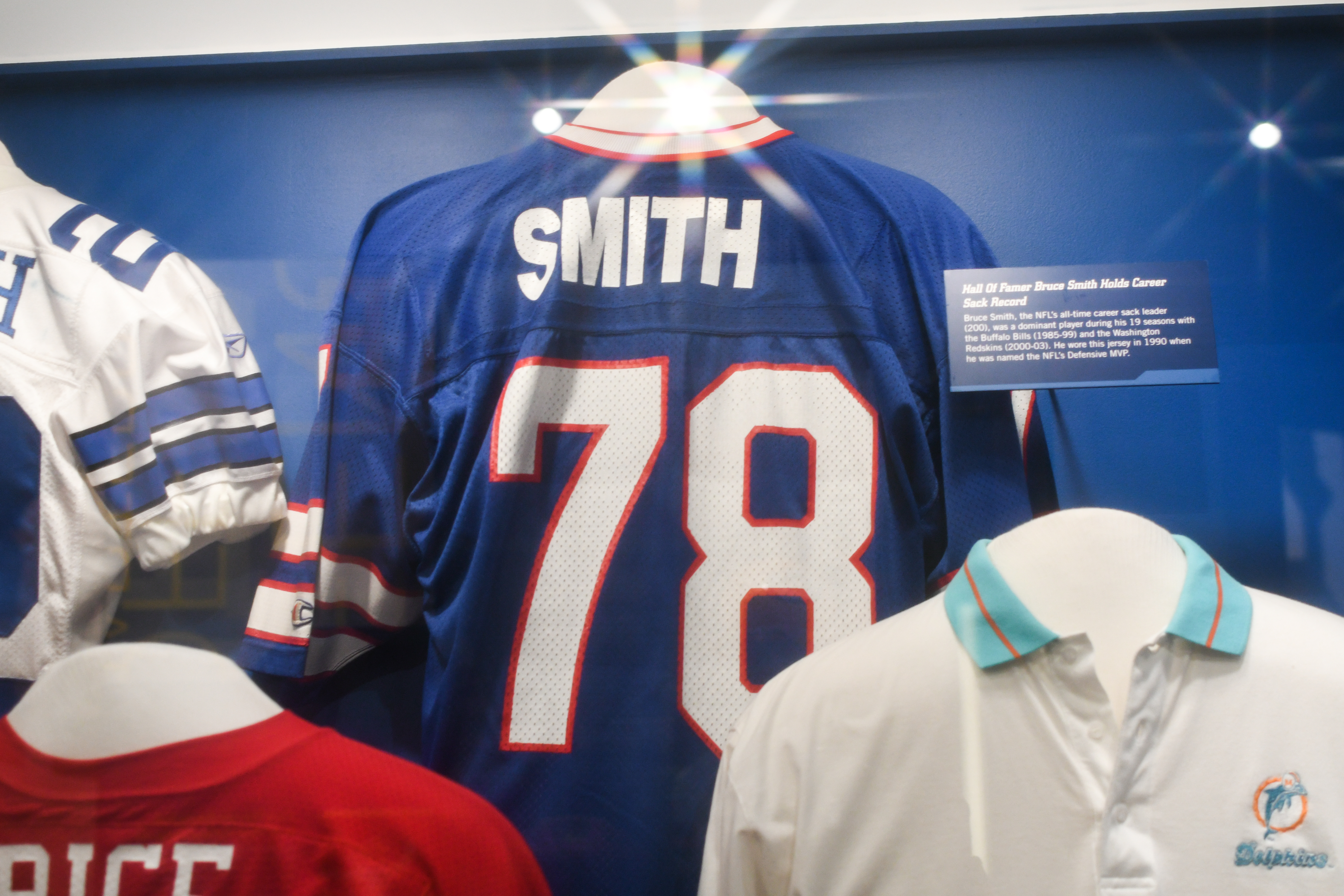
La maglia di Smith alla Pro Football Hall of Fame

Nel 1991, malgrado un infortunio al ginocchio tenne il giocatore fuori dal campo per la maggior parte della stagione, i Bills raggiunsero nuovamente il Super Bowl. Nel 1992, tornato in condizioni ottimali, Smith fu nuovamente inserito nel First-team All-Pro e selezionato per il Pro Bowl dopo aver guidato la squadra con 14 sack. I Bills raggiunsero il Super Bowl anche nelle due edizioni successive, venendo però sempre sconfitti.
Nel 1996, anche se le apparizioni dei Bills al Super Bowl erano terminate, Smith mise ancora in mostra delle statistiche importanti, con 90 tackle e 14 sack. Nel 1997 totalizzò 65 tackle e 14 sack e nel 1998, malgrado l'avanzare dell'età, fece registrare ancora numeri di tutto rispetto con 50 tackle e 10 sack.
Nell'ultima partita di playoff in carriera, Smith fece registrare 2,5 sack nella partita delle wild card contro i Tennessee Titans, anche se i Bills persero per 22–16 all'ultimo secondo in una giocata divenuta nota come Music City Miracle.

### Washington Redskins
Dopo la stagione 1999, Smith firmò coi Washington Redskins in qualità di free agent. Nella sua prima stagione nella capitale americana, Bruce mise a segno 58 tackle e 10 sack, malgrado non avesse giocato nella maggior parte delle situazioni di passaggio. Smith era sulla scia del record di Reggie White di 198 sack totali (in 15 stagioni), che sorpassò nella tredicesima gara della sua diciannovesima stagione, il 2003. Smith terminò la sua carriera con 200 sack, un record tuttora imbattuto.
Il 24 febbraio 2004, i Redskins svincolarono Smith, risparmiando 6,5 milioni di dollari di spazio nel salary cap.
L'11 maggio 2016 i Bills annunciarono che il numero 78 di Smith sarebbe stato il secondo della franchigia ad essere ritirato dopo quello di Jim Kelly.

## Palmarès

### Franchigia
- American Football Conference Championship: 4

Buffalo Bills: 1990, 1991, 1992, 1993

### Individuale
- Miglior difensore dell'anno della NFL: 2

1990, 1996
- MVP del Pro Bowl: 1

1987
- Convocazioni al Pro Bowl: 11

1987, 1988, 1989, 1990, 1992, 1993, 1994, 1995, 1996, 1997, 1998
- First-team All-Pro: 9

1987, 1988, 1990, 1992, 1993, 1994, 1995, 1996, 1997
- Second-team All-Pro: 2

1989, 1998
- PFWA Miglior difensore dell'anno: 3

1990, 1992, 1993
- NEA Miglior difensore dell'anno: 2

1990, 1993
- UPI Miglior difensore dell'anno dell'AFC: 4

1987, 1988, 1990, 1996
- Leader della NFL in fumble forzati: 2

1994, 1996
- Formazione ideale della NFL degli anni 1980
- Formazione ideale della NFL degli anni 1990
- Formazione ideale del 50º anniversario dei Buffalo Bills
- Record NFL per sack in carriera - 200
- Formazione ideale del 100º anniversario della NFL
- Classificato al #31 tra i migliori cento giocatori di tutti i tempi da NFL.com
- Pro Football Hall of Fame (Classe del 2009)
- Buffalo Bills Wall of Fame
- Numero 78 ritirato dai Buffalo Bills
- Numero 78 ritirato dai Virginia Tech Hokies